# Comuna Krînîcine, Bilohirsk
Krînîcine (în ucraineană Криничне) este o comună în raionul Bilohirsk, Republica Autonomă Crimeea, Ucraina, formată din satele Holovanivka, Iablucine, Karasivka, Kîrpîcine, Krasnoselivka, Krînîcine (reședința) și Oleksievka.

## Demografie
Componența lingvistică a comunei Krînîcine
     Rusă (74,21%)
     Tătară crimeeană (14,77%)
     Ucraineană (9,77%)
     Alte limbi (0,27%)
Conform recensământului din 2001, majoritatea populației comunei Krînîcine era vorbitoare de rusă (74,21%), existând în minoritate și vorbitori de tătară crimeeană (14,77%) și ucraineană (9,77%).